# Mansur II ibn Nuh
Abu-l-Hàrith (II) Mansur ibn Nuh fou emir samànida de Transoxiana.
A la mort del seu pare Nuh II Ibn Mansur el 23 de juliol de 997 el domini samànida s'havia reduït a la Transoxiana. Els notables i l'exèrcit li van jurar lleialtat al fill (novembre) però l'emir ja tenia molt poc poder sobre els amirs (generals generalment turcs). L'amir Faik Kassa es va apoderar amb només 3.000 soldats de Bukharà (998) i Mansur II va fugir a Amol, però el mateix Faik el va cridar altre cop. Els darrers mesos els va ocupar en tractar d'arranjar de manera pacífica el problema del Khurasan, regió de la qual es disputaven el govern l'amir Bagtuzun, i Mahmud ben Sebuktegin (Mahmud de Gazni) que el 998 havia derrotat el seu germà i rival Ismail ben Sebuktegin i ara governava l'Afganistan (998-1030). Abans que una batalla decidís qui se l'emportava, Begtuzun es va aliar al generals Faik, i van acordar deposar Mansur II que era al Khurasan, cosa que es va produir l'1 de febrer del 999. Al cap d'una setmana fou cegat i enviat a Bukharà on Faik i el visir visir Abu l-Muzaffar Muhammad Bargashi van portar al tron al seu germà Abd-al-Màlik (II) ibn Nuh, que va oferir un alt preu.
És descrit per l'historiador Bayhaki com a guapo, valent i eloqüent però excessivament sever.